# Morte di Giacinto (Giambattista Tiepolo)
Morte di Giacinto è un dipinto a olio su tela realizzato nel 1752-53 da Giambattista Tiepolo e conservato a Madrid nel Museo Thyssen-Bornemisza.

## Storia
Il quadro fu realizzato dall'artista in età matura, quando aveva ormai raggiunto una certa celebrità, rilevabile dalla completa padronanza degli spazi e dei colori.
Il dipinto ha avuto due schizzi preparatori conservati presso il Victoria and Albert Museum di Londra. Un foglio, disegnato fronte e retro, presenta alcuni abbozzi di disegno relativi ad affreschi realizzati a Würzburg nel periodo dal 1751 al 1753, questo porterebbe alla considerazione che il dipinto raffigurante la morte di Giacinto sia stato eseguito nel medesimo periodo. 

Il quadro fu commissionato da Schaumburg-Lippe amico di un musicista spagnolo deceduto nel 1751 che era stato grande giocatore di volano, ed in suo onore Tiepolo raffigurò gli attrezzi di questo sport sostituendo il disco del lancio del disco, sport raccontato dal poeta romano.

## Descrizione
Il dipinto viene ricordato per la particolarità di raffigurare in primo piano a destra una racchetta da volano con le palline e centralmente è possibile intravederne una rete.
Apollo e Giacinto  è una favola raccontata da Ovidio. Apollo figlio di Zeus  si era innamorato del giovane mortale Giacinto e con lui giocava al lancio del disco, ma giocando Apollo aveva mal lanciato l’oggetto che cadendo era rimbalzato sulla tempia del giovane Giacinto, il quale essendo mortale, subì il colpo morendo all’istante, a nulla valse l’uso di erbe medicinali sulla ferita, il povero giovane non aveva il dono dell’immortalità.
Già nel Cinquecento Giovanni Andrea dell'Anguillara  aveva tradotto le Metamorfosi Anqiuillara inserendo la pallacorda  gioco che evolvendosi divenne il gioco del tennis, quale sport praticato dagli dei, di questi Apollo un ottimo giocatore che fu però, involontariamente, causa di morte del proprio amante. 
Cecco del Caravaggio  dipinse una racchetta nel suo La morte di Giacinto agli inizi del XVII secolo, proponendo un Caravaggio/Orfeo raccontando così il coinvolgimento del suo mentore Caravaggio nell'omicidio avvenuto durante una partita di pallacorda Ranuccio Tomassoni.. Serve considerare che le prime palline del tennis e di pallacorda, erano di cuoio e molto pesanti, possibili cause di gravi infortuni se scagliate con forza.